# فريدريك ماغنوس بايبر
فريدريك ماغنوس بايبر (بالسويدية: Fredrik Magnus Piper)‏ هو مهندس معماري سويدي، ولد في 3 أبريل 1746 في Uppsala Cathedral Assembly ‏ في السويد، وتوفي في 22 يناير 1824 في Jakob parish ‏ في السويد.

## معرض صور

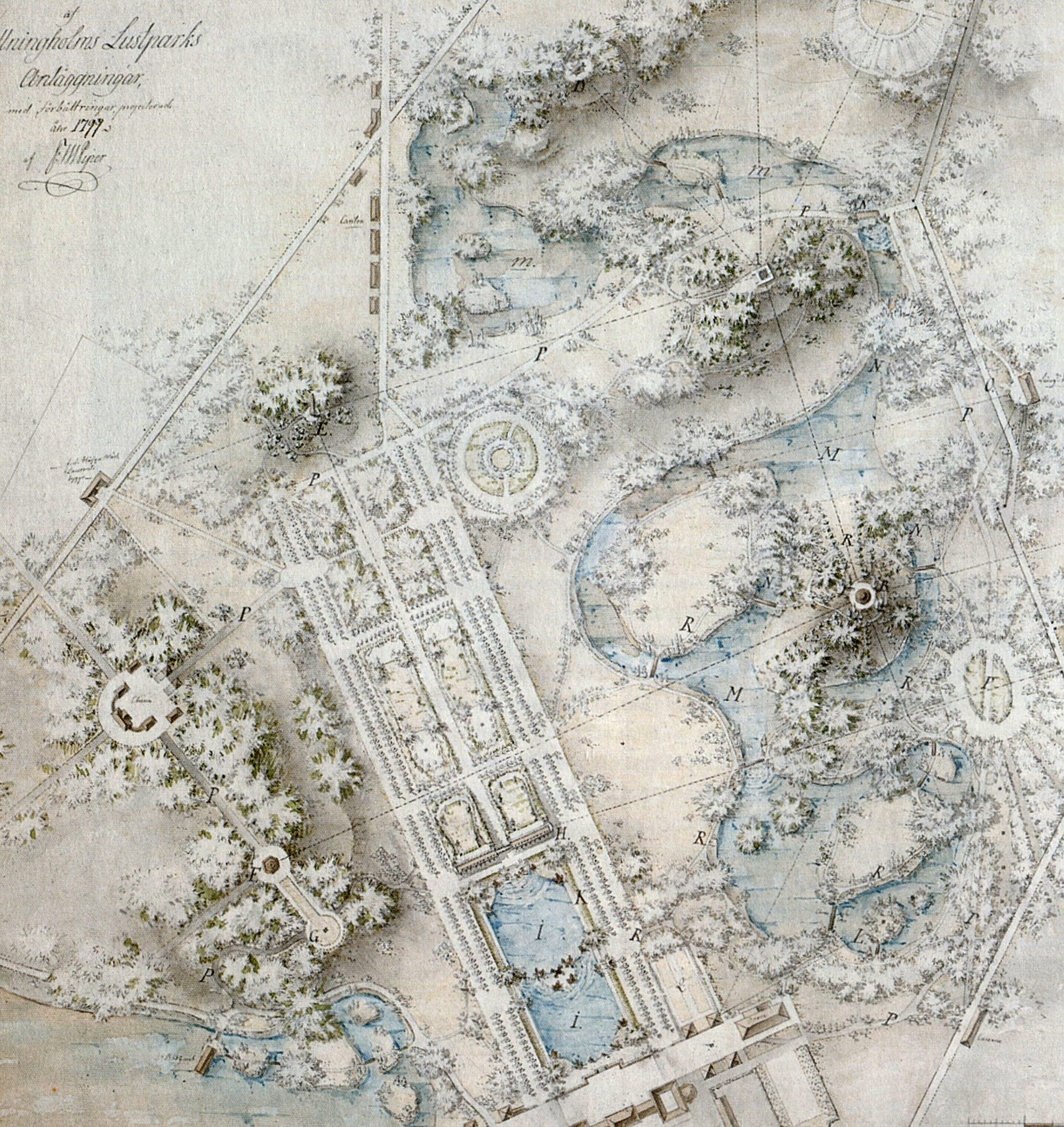
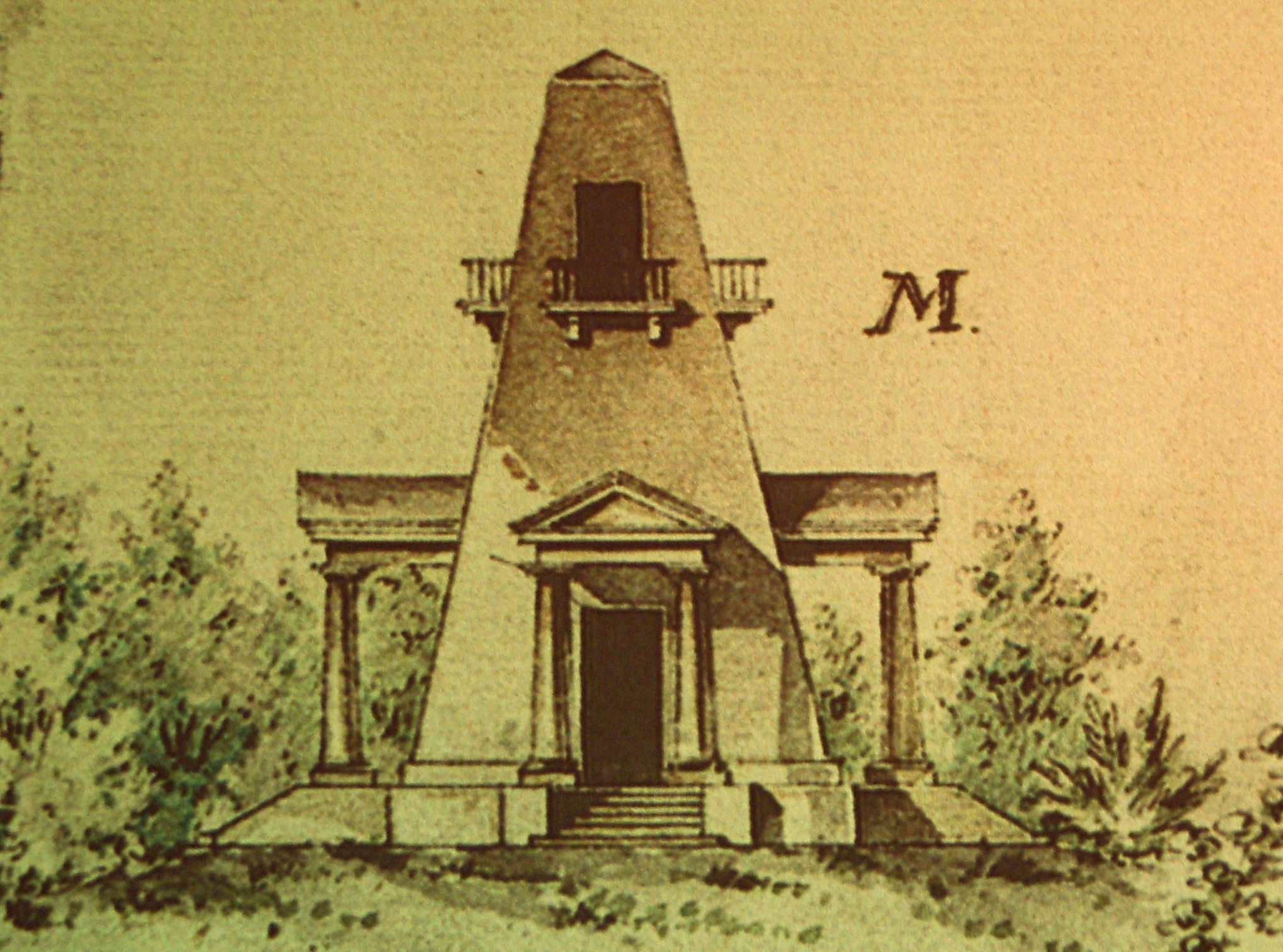
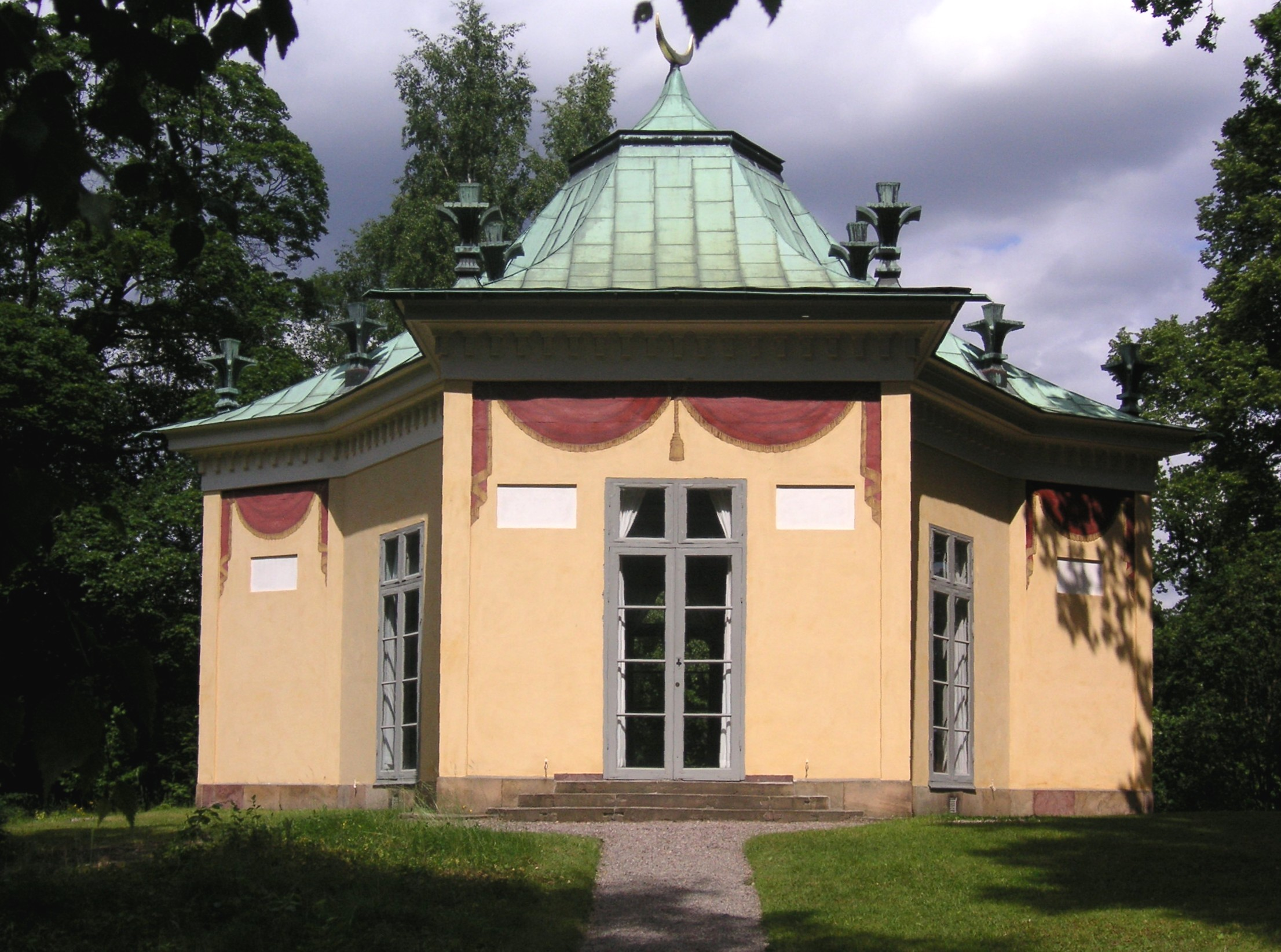
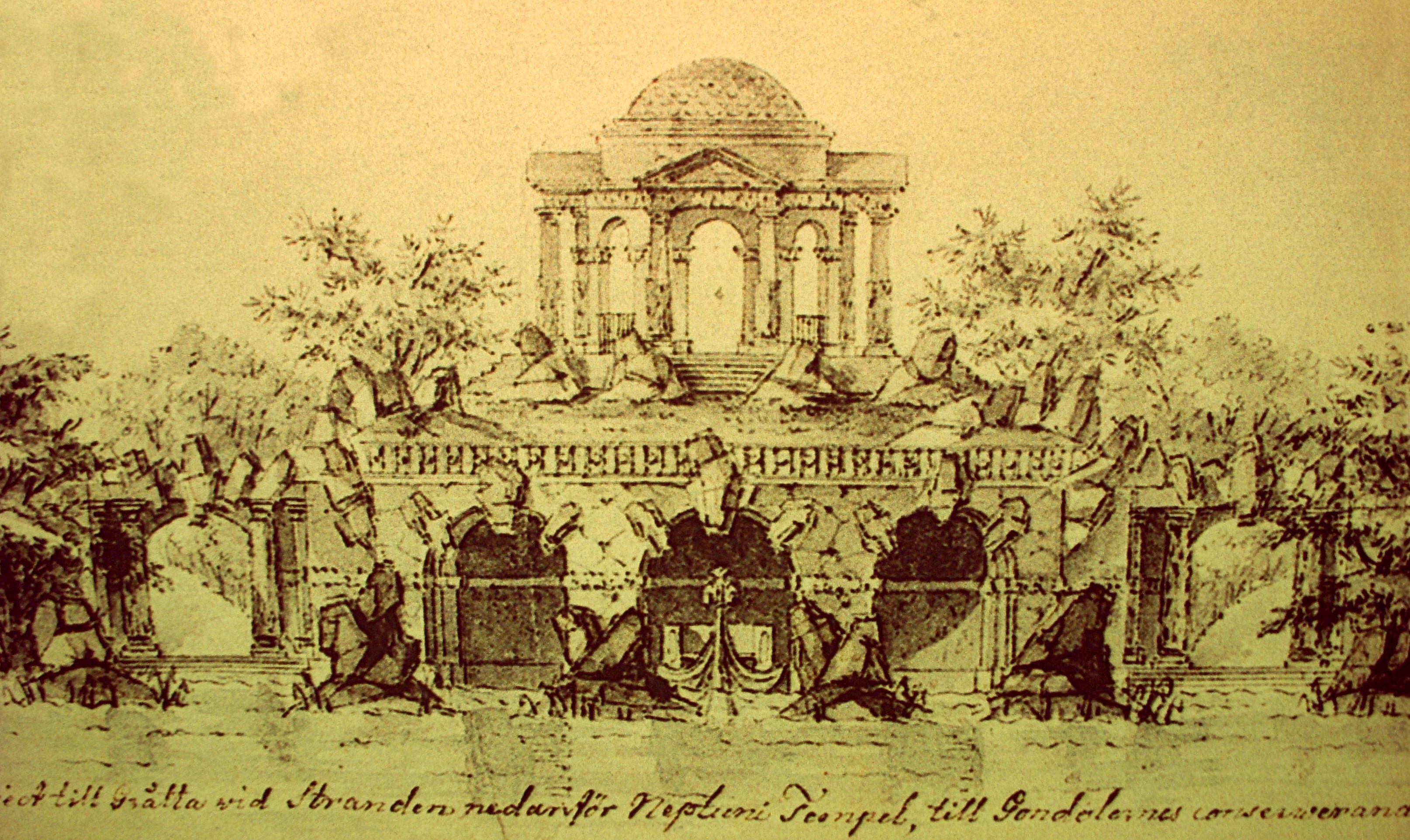
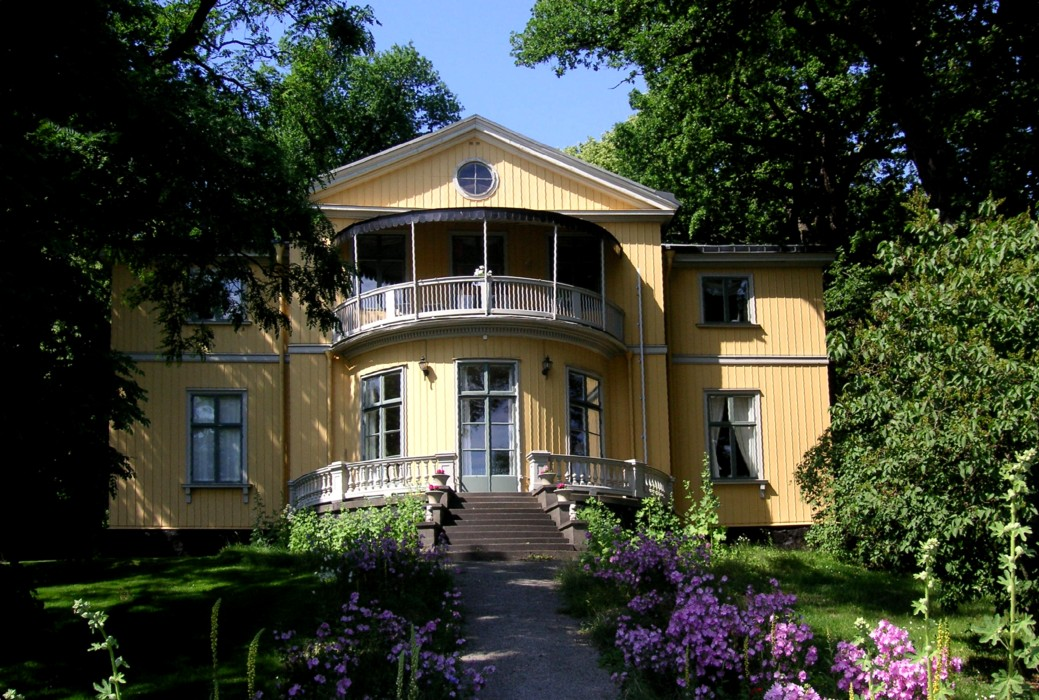